# Aeon Zen
Aeon Zen foi uma banda inglesa de metal progressivo formada em 2008 e liderada pelo membro fundador Rich Gray (ex-Hinks). Receberam atenção da imprensa musical internacional, sendo rotulados pela revista Classic Rock como 'no mínimo, um forte candidato a revelação' e, adicionalmente, tendo sua estreia selecionada como "estreia do ano" pela revista Progression.
A banda lançou seis álbuns de estúdio. Seus primeiro e segundo álbuns, intitulados A Mind's Portrait e The Face of the Unknown respectivamente, foram lançados pela Time Divide Records em 1 de maio de 2009 e 12 de outubro de 2010.

## História

### Origens eA Mind's Portrait(2008–2010)
O Aeon Zen foi fundado em 2008, quando Rich Gray e Lloyd Musto decidiram formar um novo projeto de estúdio. Ao contrário de suas bandas anteriores, como Timefall, que tinham uma correlação de um para um de membros e instrumentos, o Aeon Zen consistia em apenas dois membros, com Musto tocando bateria e Gray todos os outros instrumentos, mais a produção. Os vocais foram, no álbum de estreia, feitos por convidados. De acordo com a banda, o nome Aeon Zen foi escolhido para retratar um "estado eterno de felicidade e iluminação", embora o uso de Aeon como adjetivo não seja uma construção padrão.
A escrita e a gravação de seu primeiro álbum começaram no final de 2008 e levaram cerca de dois meses para serem concluídas, com escrita e gravação ocorrendo simultaneamente. Várias das músicas de A Mind's Portrait foram escritas várias semanas antes do lançamento do álbum, com Gray compondo a maior parte do material.
Após a conclusão do álbum, a banda assinou contrato com a gravadora Time Divide Records Ltd. em novembro de 2008. Esta assinatura, e a subsequente probabilidade de lançamento de um álbum, ajudou no recrutamento dos vocalistas convidados, como Nils K. Rue do Pagan's Mind e Andi Kravljaca do Silent Call (ex Seventh Wonder), entre outros. O álbum foi lançado em 1 de maio de 2009. A arte foi desenhada por Mattias Norén, que já havia realizado trabalhos para grupos como Outworld, Evergrey e Into Eternity, entre outros.
A partir de 2009, Rich estava trabalhando em um segundo álbum, além de montar uma banda ao vivo e ensaiar com músicos de estúdio para fazer turnês e shows.

### The Face of the Unknownand banda ao vivo (2010–2013)
Em julho de 2010, a banda fez seu primeiro show ao vivo no Luminaire em Londres, uma apresentação que foi elogiada por seu som de alta fidelidade, mas criticada pelo local pequeno. Durante esse tempo, Gray estava trabalhando em um novo álbum e, em 5 de agosto de 2010, anunciou que The Face of the Unknown seria lançado em 12 de outubro do mesmo ano sob o selo Time Divide. Os vocalistas convidados anunciados incluíram Michael Eriksen (Circus Maximus), Andi Kravljaca (Silent Call), Nick D'Virgilio (Spock's Beard), Jem Godfrey (Frost *) e Jonny Tatum (Eumeria). A arte do álbum foi, mais uma vez, desenhada por Mattias Norén.

### Inveritas,Transversale fim do grupo (2013–2021)
Em 2019, eles lançaram Inveritas.
Em 24 de setembro de 2021, o Aeon Zen lançou seu último álbum de estúdio, Transversal, que consiste em uma única música de 30 minutos dividida em 10 faixas. A música foi composta como uma homenagem a toda a carreira da banda, com a capa referenciando todos os álbuns anteriores.

## Estilo musical e recepção da crítica
A música do Aeon Zen foi descrita como transcendendo os limites estilísticos e genéricos, passando do suave para o pesado e desafiando a categorização como puramente metal, rock, progressivo ou mesmo clássico. Uma fusão de "muitos elementos estilísticos", a música de Aeon Zen, como exibida em A Mind's Portrait, inclui "melodias cativantes", "uma mistura diversificada de músicas e estilos" e "mudanças de tempo progressivas" que "percorrem o gama de emoções".
Em termos de comparação, muitos críticos notaram sua afinidade com outros no campo do metal progressivo, notadamente Dream Theater, Queensrÿche e Symphony X. A principal diferença para com esses grupos é a montagem de estilos apresentados no álbum. Alguns críticos sentiram que a "multiplicidade de ideias" poderia ser muito arrogante para ouvintes não familiarizados com um novo grupo, ou mesmo que tal sobrecarga levasse a uma "incoerência" geral no álbum. Outros críticos sentiram que, em vez de ser um sinal de fraqueza, era um feito louvável ter contratado tantos artistas proeminentes dentro do campo para cantar nos discos.
No entanto, a banda responde a essas afirmações dizendo que a mistura de estilos é exatamente o efeito que se pretendia:
Além disso, em uma entrevista, Rich Gray afirmou que "[em A Mind's Portrait] você ainda tem baladas de piano, há até uma faixa orquestral (misturada com rock progressivo mais pesado e faixas de metal). Vocalmente, há de tudo, desde o canto operístico do power metal, até o rosnado do death metal. Nada está fora de questão." No entanto, mesmo aqueles críticos que acreditavam que a banda ainda não havia encontrado sua "identidade musical", elogiaram o álbum como uma declaração de intenções ousada, principalmente dada a pouca idade dos músicos.

## Membros

### Última formação
- Rich Gray (anteriormente Hinks) – vocais, guitarras, baixo, teclados, saxofone alto (2008–presente), bateria (2009–2012)
- Andi Kravljaca – vocais (2012–presente)
- Steve Burton – bateria (2012–presente)
- Alistair Bell – guitarras (2014–presente)

### Anteriores
Estúdio
- Lloyd Musto – bateria, vocais (2008–2009)
- Shaz Dudhia – teclados (2012–2013)
- Matt Shepherd - guitarra solo (2009–2013)

Ao vivo
- Jamie Brooks – teclados (2010)
- Cristian Van Schuerbeck – teclados (2010)
- Mike Lennon – bateria (2010)
- Shaz Dudhia – teclados (2012–2013)
- Vadim Pruzhanov (DragonForce) – teclados (2011)
- Matt Shepherd – guitarra (2010-2013)
- Tom Green – teclados (2014)

## Discografia
- A Mind's Portrait (2009)
- The Face of the Unknown (2010)
- Enigma (2013)
- Ephemera (2014)
- Inveritas (2019)
- Transversal (2021)

### EPs e singles
- Live in Tilburg (2011)
- Self Portrait (2013)
- Disconnected (2015)